# Kirche Zschadraß

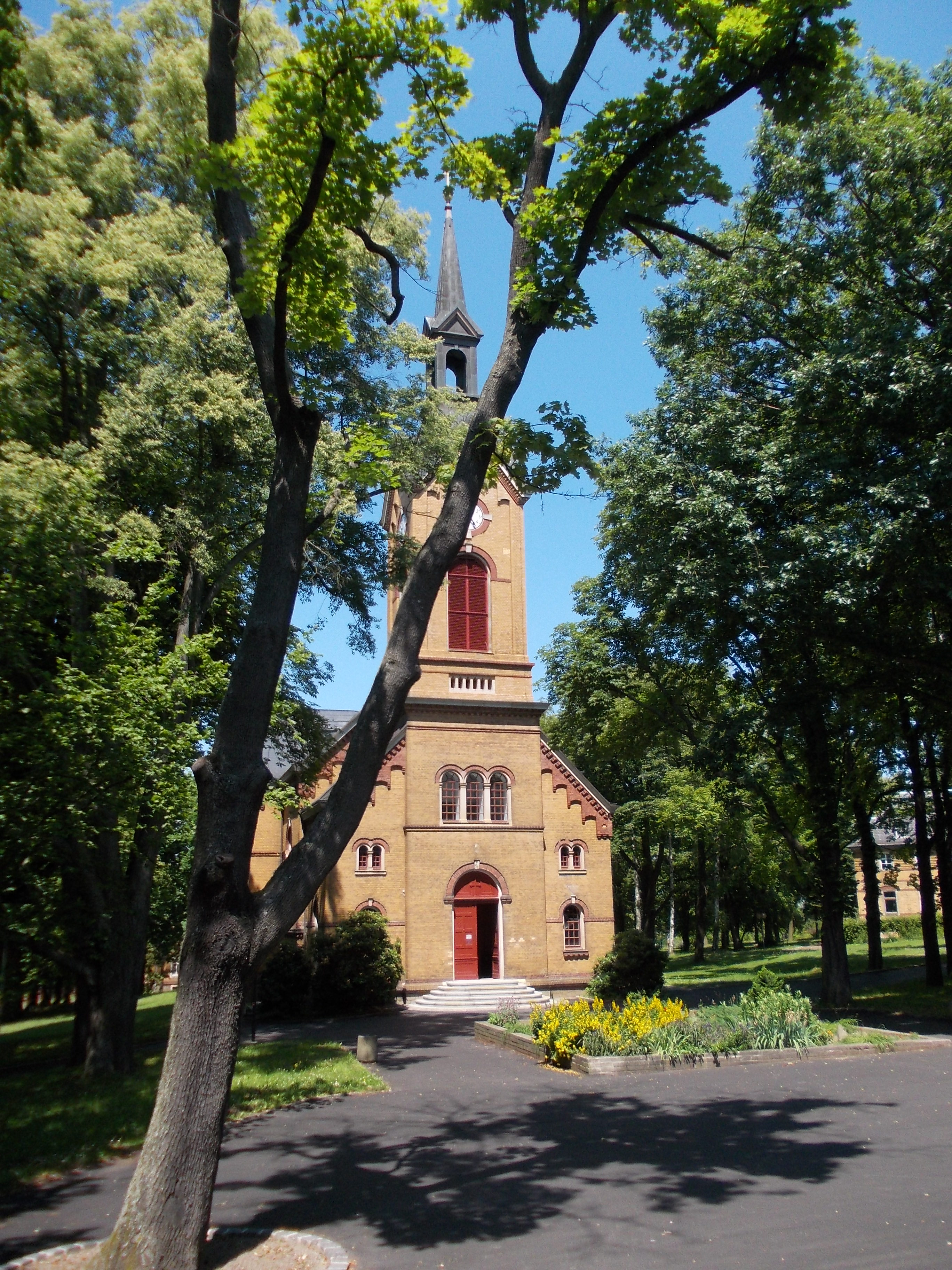
Kirche Zschadraß, Foto von 2013

Die Kirche Zschadraß ist ein evangelisches Kirchengebäude in Zschadraß im Landkreis Leipzig im Freistaat Sachsen. Sie ist die Krankenhauskirche des dortigen Fachkrankenhauses für Psychiatrie, Psychotherapie und Neurologie. Der Sakralbau liegt zentral in der Parkanlage der dortigen Diakonie-Klinik und ist von Bäumen und Wiesen umgeben.

## Geschichte
Das Bauwerk wurde 1894/1895 als Anstaltskirche der „Landes-Heil- und Pflegeanstalt Zschadrass“  erbaut. Kirchweihe war am 13. Oktober 1895. Es gab ursprünglich 250 Plätze. Zeitweise gab es einen Kirchenchor und ein Bläserensemble mit Pflegern und Beamten der Anstalt. 
Das Gotteshaus war seit 1976 wegen Einsturzgefahr gesperrt. Das Dach stürzte ein, die Fenster wurden gestohlen und die Orgel verkauft. Dank einer Spende wurden Dach und Turm gesichert. 

## Bauwerk
Die als Klinkerbau errichtete Saalkirche im Stil des Historismus mit ornamentalem Blendwerk und Gesimsen hat einen stark eingezogenen 3/8-Chorabschluss. Der Kirchturm-Aufsatz befindet sich auf der Westvorhalle. 

## Jüngere Vergangenheit und Gegenwart

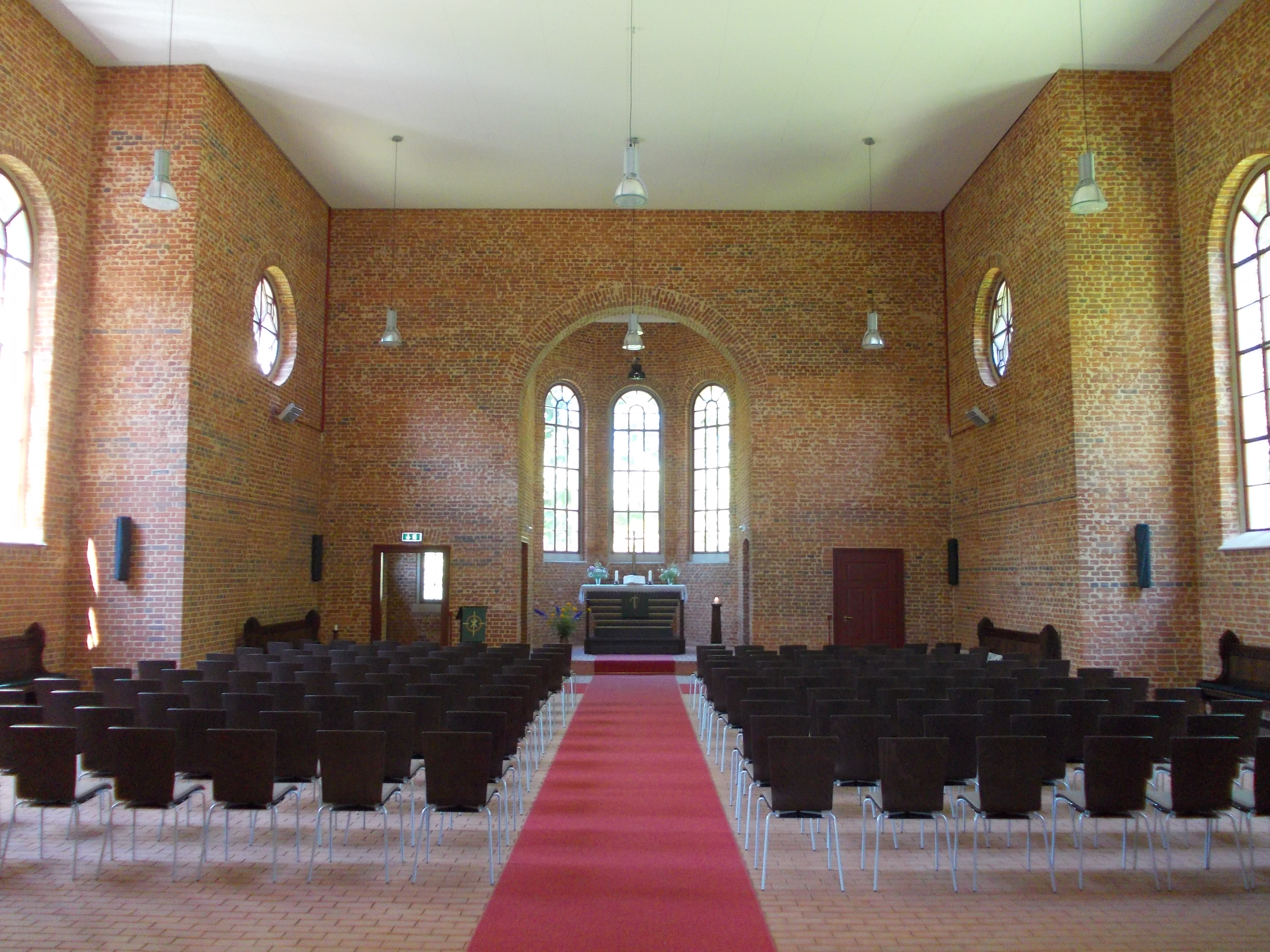
Innenansicht

2007 und 2012 folgten die Sanierung des Sakralbaus und die Neugestaltung des Innenraums. Knapp eine halbe Million Euro steuerte der Freistaat Sachsen zur Sanierung bei.
Die Kirche wird als Raum der Stille, für Gottesdienste der Krankenhausgemeinde und für Konzerte genutzt. Pfarrerin ist Veronika Haufe-Rush.
Die Offene Kirche zeigt sich innen mit sichtbarem Klinkermauerwerk und klarer Formensprache.

## Varia
- Die Kirche ist nicht Eigentum einer Kirchgemeinde, sondern der Fachklinik. Sie wird von der Evangelisch-Lutherischen Landeskirche Sachsens mitgenutzt.